# Niederländische Organisation für Angewandte Naturwissenschaftliche Forschung

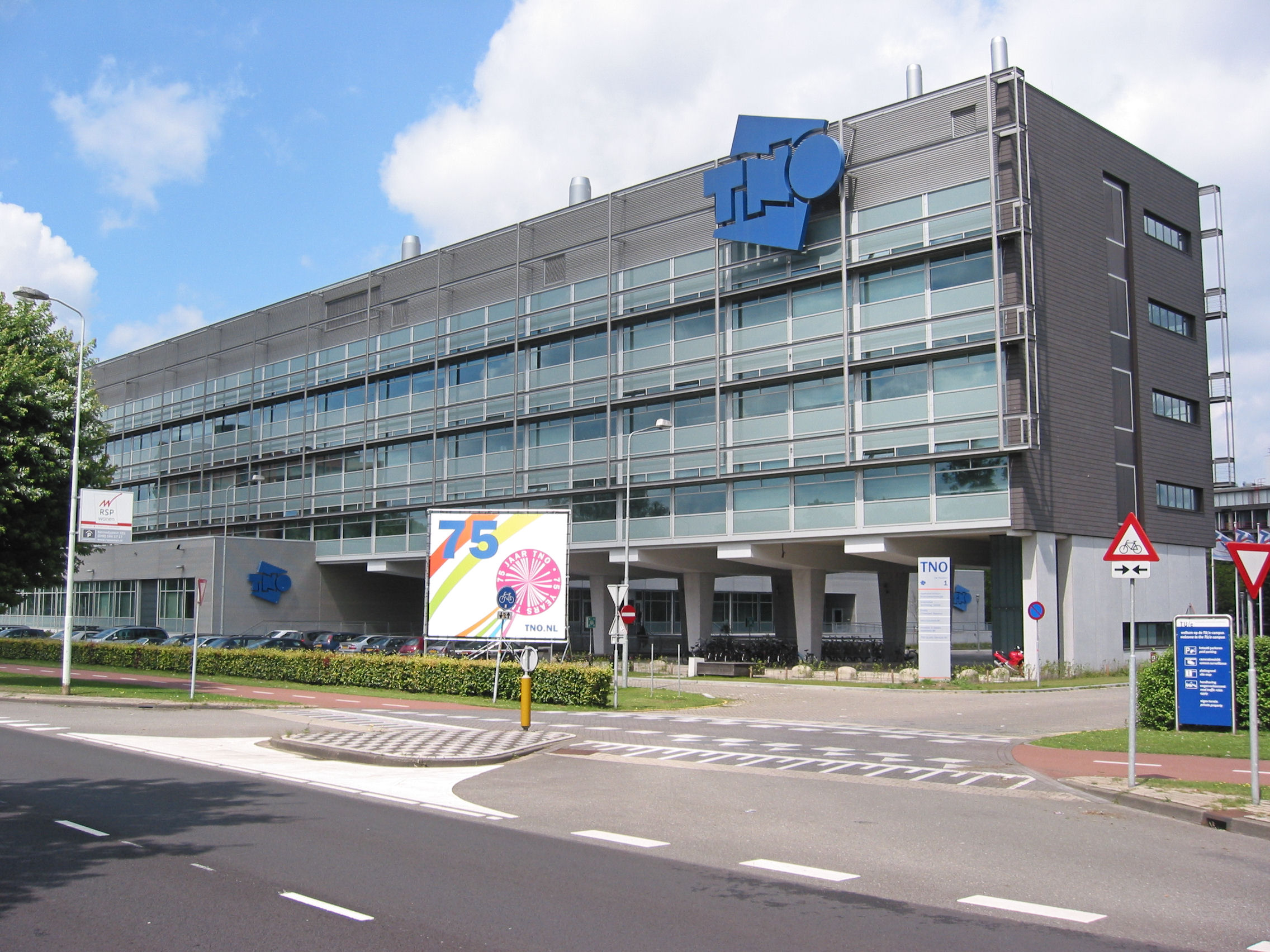
Filiale der TNO in Eindhoven

Die Niederländische Organisation für Angewandte Naturwissenschaftliche Forschung (niederländisch: Nederlandse Organisatie voor toegepast-natuurwetenschappelijk onderzoek), kurz TNO, ist eine Organisation für angewandte Wissenschaft der Niederlande.
Im TNO-Gesetz, ursprünglich vom 30. Oktober 1930, sind die Aufgaben, die Organisationsform, die juristischen Aspekte und die Beziehung zur Regierung festgelegt. Der Aufsichtsrat, die Direktion und der Rat für Verteidigungsforschung der TNO wird von der Regierung bestimmt und kontrolliert. Gesetzlicher Auftrag der TNO ist, angewandte Naturwissenschaft und Technik in Verbindung mit Sozialwissenschaft allgemeinen Belangen dienstbar zu machen, wobei sie ausdrücklich zu allseitiger Unterstützung und internationaler Kooperation verpflichtet ist. Die TNO hat eine bedeutende Funktion bei der Vernetzung unterschiedlicher Bereiche der Politik, von Universitäten, Unternehmen jeder Größe und anderen Forschungseinrichtungen.
Neben mehreren Betriebsstätten an ihrem Sitz Den Haag hat die TNO in den Niederlanden weitere in Apeldoorn, Bergen op Zoom, Delft, Den Helder, Eindhoven, Enschede, Groningen, Helmond, Leiden, Rijswijk, Soesterberg, Utrecht und Zeist, sowie außerhalb in Brüssel, Doha, Oranjestad, Toronto und Yokohama. Der Sitz Hoofddorp wurde 2014 geschlossen und nach Leiden überführt.
Die TNO hat eine Bilanzsumme von rund 600 Millionen Euro, bezieht ihren Erlös zu etwa einem Drittel aus der öffentlichen Hand, und ist an dutzenden Unternehmen überwiegend mehrheitlich beteiligt. Im deutschsprachigen Raum war die TNO zu zehn Prozent an der Forschungsgesellschaft Joanneum Research der Steiermark beteiligt. 2014 übernahm das Land Kärnten deren Anteile. Zusammen mit dem Joanneum, dem VTT in Finnland und der Tecnalia in Spanien betreibt die TNO das Joint Institute for Innovation Policy (JIIP) in Brüssel. Diese Beteiligungen erfolgten in den Jahren 2004 und 2009.
Seit dem Jahr 2005 gliedert sich die TNO in fünf Hauptgebiete, welche wiederum in Institute unterteilt sind:
- Lebensqualität (Diese Abteilung ist ein WHO Collaborating Center für Arbeitsmedizin)[9]
- Verteidigung und Sicherheit (strategischer Partner des niederländischen Militärs)
- Wissenschaft und Industrie
- Umweltgerechtes Bauwesen und Geowissenschaften
- Informations- und Kommunikationstechnologie